# Literarna zvrst
Literarne zvrsti ali literarne vrste (nem. literarische Gattungen, pl. gatunek literacki, srb./hr. književni rodovi i vrste) so kategorije za razvrščanje literarnih del. Izraz včasih zajema najsplošnejše tipe (temeljne možnosti) literarnega izražanja oz. nadvrste liriko, epiko in dramatiko, včasih pa je zbirni izraz za besedila, kot so roman, tragedija, epigram, humoreska itd., ki so določena snovno, motivno, tematsko, zgradbeno, slogovno itd. Zaradi heterogenosti poimenovanj je pojme nemogoče razvrstiti v enovit teoretični sistem. Se pa dajo razporediti po obsegu, zvezah z literarnimi nadvrstami ali po pesniški in prozni formi. Že tradicionalne poetike v obdobju renesanse, baroka in klasicizma so delile zvrsti na velike in male.

## Velike literarne zvrsti
Tako imenujemo literarne zvrsti velikega obsega, zlasti epske ali dramske:  ep, didaktična ali poučna pesnitev, roman, povest, tragedija, komedija, drama, dramska pesnitev itd.

## Male literarne zvrsti
Zajemajo kratka in srednje dolga besedila, zlasti v območju lirike in pripovedništva: himna, oda, elegija, idila, satira, epigram, pesem, pesem v prozi, likovna pesem, konkretna pesem, balada, romanca, bajka, basen, prilika, legenda, pravljica, pripovedka, novela, kratka zgodba, črtica, enodejanka itd.

## Polliterarne zvrsti
Zvrstem, ki so literarne samo deloma, pravimo polliterarne. Močna je njihova spoznavna funkcija, estetska pa je manjša. Najpomembnejše polliterarne zvrsti novega veka so filozofske in znanstvene razprave ter eseji.

## Vir
- Janko Kos: Literarna teorija, Ljubljana: 2001